# Ліпно (Лодзинське воєводство)
Ліпно (пол. Lipno) — село в Польщі, у гміні Бжезньо Серадзького повіту Лодзинського воєводства.
Населення — 56 осіб (2011).
У 1975-1998 роках село належало до Серадзького воєводства.

## Демографія
Демографічна структура станом на 31 березня 2011 року:
|          | Загалом | Допрацездатний вік | Працездатний вік | Постпрацездатний вік |
| -------- | ------- | ------------------ | ---------------- | -------------------- |
| Чоловіки | 30      | 4                  | 24               | 2                    |
| Жінки    | 26      | 3                  | 13               | 10                   |
| Разом    | 56      | 7                  | 37               | 12                   |